# Marek Edelman
Marek Edelman  (1919 hay 1922 – 2 tháng 10 năm 2009) là một nhà chính trị người Ba Lan và bác sĩ tim mạch. Trong Thế chiến II ông là một trong những người cầm đầu tổ chức chiến đấu của dân Do Thái. Năm 1943 ông tham gia cuộc nổi dậy của người Do Thái chống phát xít Đức tại Warsaw và lên chức chỉ huy lực lượng này sau khi chỉ huy trước ông là Mordechaj Anielewicz bị giết. Năm 1944 ông cũng tham gia cuộc nổi dậy tại Warsaw.
Sau cuộc chiến Marek Edelman ở lại Ba Lan và theo nghề bác sĩ tim mạch. Những năm 1970 ông hợp tác với Công đoàn và các tổ chức chống chính phủ cộng sản tại Ba Lan. Là thành viên của Solidarność, ông tham dự cuộc hội thảo bàn tròn năm 1989. Sau khi Ba Lan thoát ly chủ nghĩa cộng sản, Marek Edelman tiếp tục hoạt động chính trị trong các đảng phái trung ương. Ông cũng viết sách hồi ký về những cuộc đấu tranh kháng chiến chống quân đội Đức Quốc xã xâm lược Ba Lan.